# Élections municipales partielles françaises de 2004
Des élections municipales partielles ont lieu en 2004 en France.